# Миллер, Дэмиен
Дэ́миен Па́трик Ми́ллер (англ. Damien Patrick Miller; род. 1971 или 1972, Маунт-Морган, Австралия) — австралийский государственный служащий и дипломат. Первый коренной австралиец, возглавивший австралийское дипломатическое представительство за рубежом.

## Биография
Родился в племени австралийских аборигенов кангулу близ города Маунт-Морган в районе местного самоуправления Рокгемптон, в Центральном Кливленде. Позднее, вместе с семьёй, переехал в Рокгемптон, затем в Брисбен.
В 1998 году окончил Университет Нового Южного Уэльса со степенью бакалавра искусств и права. Также имеет диплом университета Монаша по международным отношениям и торговле.
Во время обучения работал в коммерческой юридической фирме в Сиднее. В 1995 году поступил на службу в Министерство иностранных дел и торговли (DFAT) в качестве кадета коренного населения и работал неполный рабочий день в Департаменте во время летних каникул.
В 1999 году поступил на постоянную работу в DFAT . В качестве карьерного дипломата был отправлен в посольство Австралии в Малайзии, где служил с 2000 по 2003 год. Вернувшись на родину, служил начальником отдела в отделении Юго-Восточной Азии DFAT с 2003 по 2006 год, а затем директором по корпоративному планированию DFAT с 2007 по 2009 год. В 2009 году был переведен на должность директора афганской секции DFAT. В 2010 году был назначен советником и заместителем главы миссии в посольстве Австралии в Германии, где он служил под руководством Питера Теша.
1 апреля 2013 года министр иностранных дел Австралии Боб Карр назначил Миллера новым послом Австралии в Дании с одновременной аккредитацией в Исландии и Норвегии, вместо Джеймса Чоя. С этим назначением Миллер стал первым коренным австралийцем, который стал главой миссии Австралии за рубежом . Вступил в должность в мае 2013 года и вручил верительные грамоты королеве Маргрете II 14 июня 2013 года. Позднее также вручил верительные грамоты норвежскому королю Харальду V 17 октября 2013 года и президенту Исландии Олафуру Рагнару Гримссону 7 декабря 2013 года. После окончания полномочий в 2017 году был назначен помощником секретаря министерства иностранных дел и торговли.

## Личная жизнь
Дэмиен Миллер — открытый гомосексуал и состоит в отношениях со своим партнером, Нилом Сито.